# ونتی، استونی
ونتی (به لاتین: Vennati) یک روستا در استونی است که در دهستان کارلا واقع شده‌است.